# Прокул Вергіній Трікост Рутил
Прокул Вергіній Трікост Рутил (лат. Proculus Verginius Tricostus Rutilus, ? — після 486 до н. е.) — політичний та військовий діяч часів Римської республіки.

## Життєпис
Походив з патриціанського роду Вергініїв. Син Опітера Вергінія Трікоста, консула 502 року до н. е. Про молоді роки немає відомостей. 
У 486 році до н. е. його було обрано консулом разом з Спурій Кассій Вісцелін. Під час своєї каденції звитяжив у війні з племенем еквів, сплюндрувавши міста останніх.
Того ж року виступив проти аграрного закону, запропонованого Кассієм Вісцеліном, підтримав страту останнього. Після цього Трікост висвятив храм Фортуни матрон. Про подальшу долю нічого невідомо.

## Родина
- Тит Вергіній Трікост Рутіл, консул 479 року до н.е
- Авл Вергіній Трікост Рутил, консул 476 року до н. е.